# Белин-Вале (Ковасна)
Белин-Вале (рум. Belin-Vale) насеље је у Румунији у округу Ковасна у општини Белин. Oпштина се налази на надморској висини од 545 m.

## Становништво
Према подацима из 2002. године у насељу је живело 1274 становника.

### Попис2002.
| Расподела становништва по националности 2002.‍ | Расподела становништва по националности 2002.‍ | Расподела становништва по националности 2002.‍ | Расподела становништва по националности 2002.‍ | Расподела становништва по националности 2002.‍ |
| --------------------------------------------- | --------------------------------------------- | --------------------------------------------- | --------------------------------------------- | --------------------------------------------- |
|                                               |                                               |                                               |                                               |                                               |
| Румуни                                        | Румуни                                        |                                               | 823                                           | 64,8%                                         |
| Роми                                          | Роми                                          |                                               | 447                                           | 35,2%                                         |